# Gustaf Adolf Fristedt

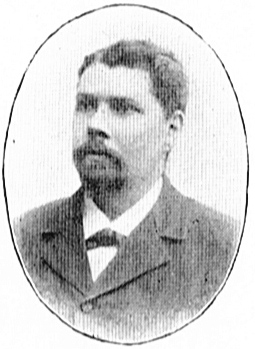
Gustaf Adolf Fristedt

Gustaf Adolf Fristedt, född 30 oktober 1861 i Stockholm, död 3 juni 1944 i Stockholm, var en svensk arkitekt och byggmästare

## Biografi
Fristedt genomgick Byggnadsyrkesskolan vid Tekniska skolan i Stockholm 1879–1882. Han godkändes som byggmästare av Byggnadsnämnden 1891. 
Han finns uppförd som arkitekt för 36 byggnader på Stockholms malmar. Mest känd är han kanske för byggnaden på Regeringsgatan 72-74 som uppfördes av ordenssällskapet Samfundet Enighet och Vänskap och sedan början av 1900-talet hyser nöjespalatset Nalen. Produktionen koncentreras till 1880- och 1890-talet. Företrädesvis är det bostadshus på norra Norrmalm i den nya stadsdelen Vasastan söder om dagens Odengatan där han var en av de flitigaste arkitekterna. I exempelvis kvarteret Mjölnaren norr om Tegnérlunden låg han bakom samtliga byggnader, och för några var han även byggherre och byggmästare. Fasaderna var här ursprungligen rikt artikulerade och samkomponerade.
Gustaf Adolf Fristedt är begravd på Norra begravningsplatsen utanför Stockholm.

## Bilder (verk i urval)

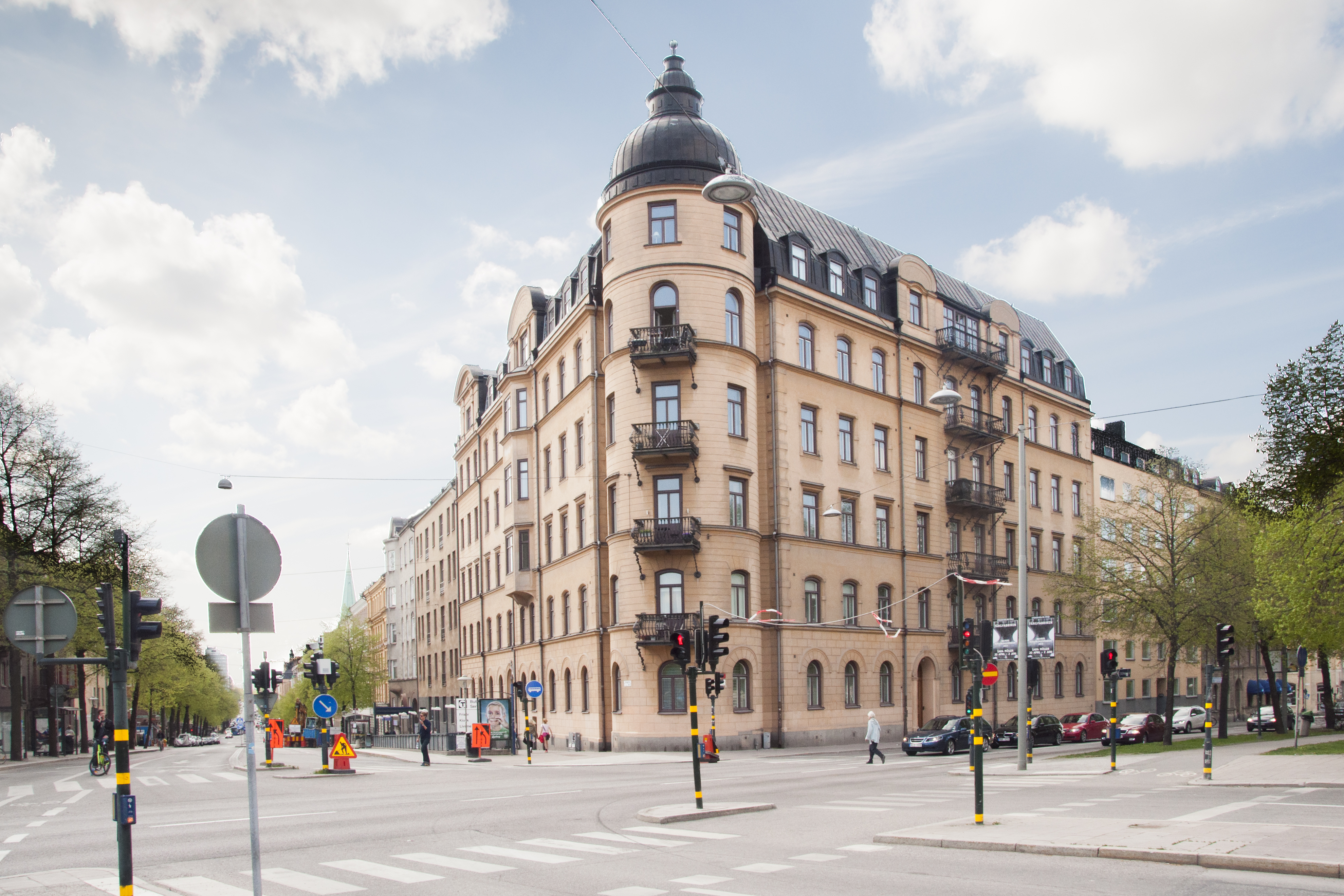
Trasten 14
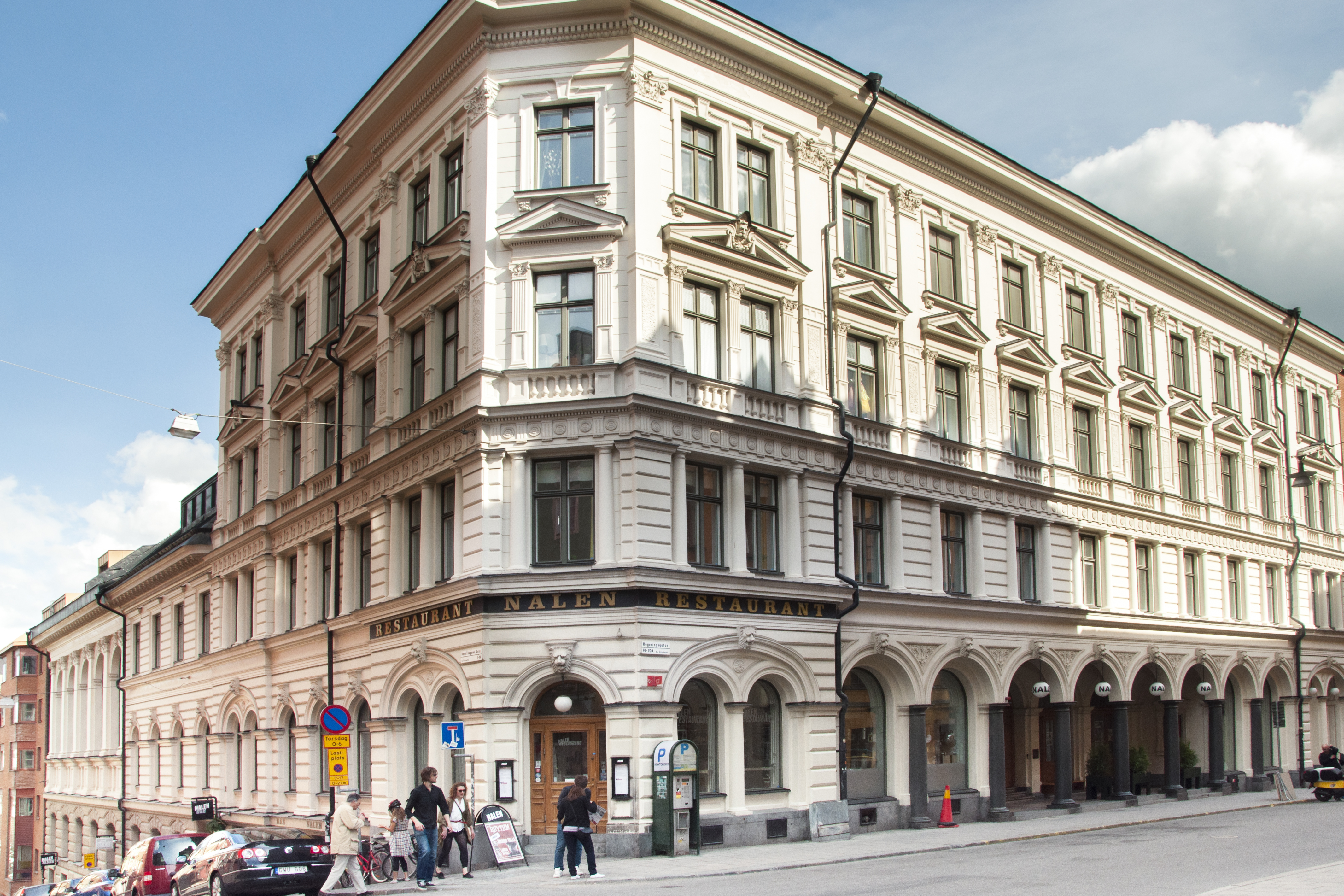
Nalen
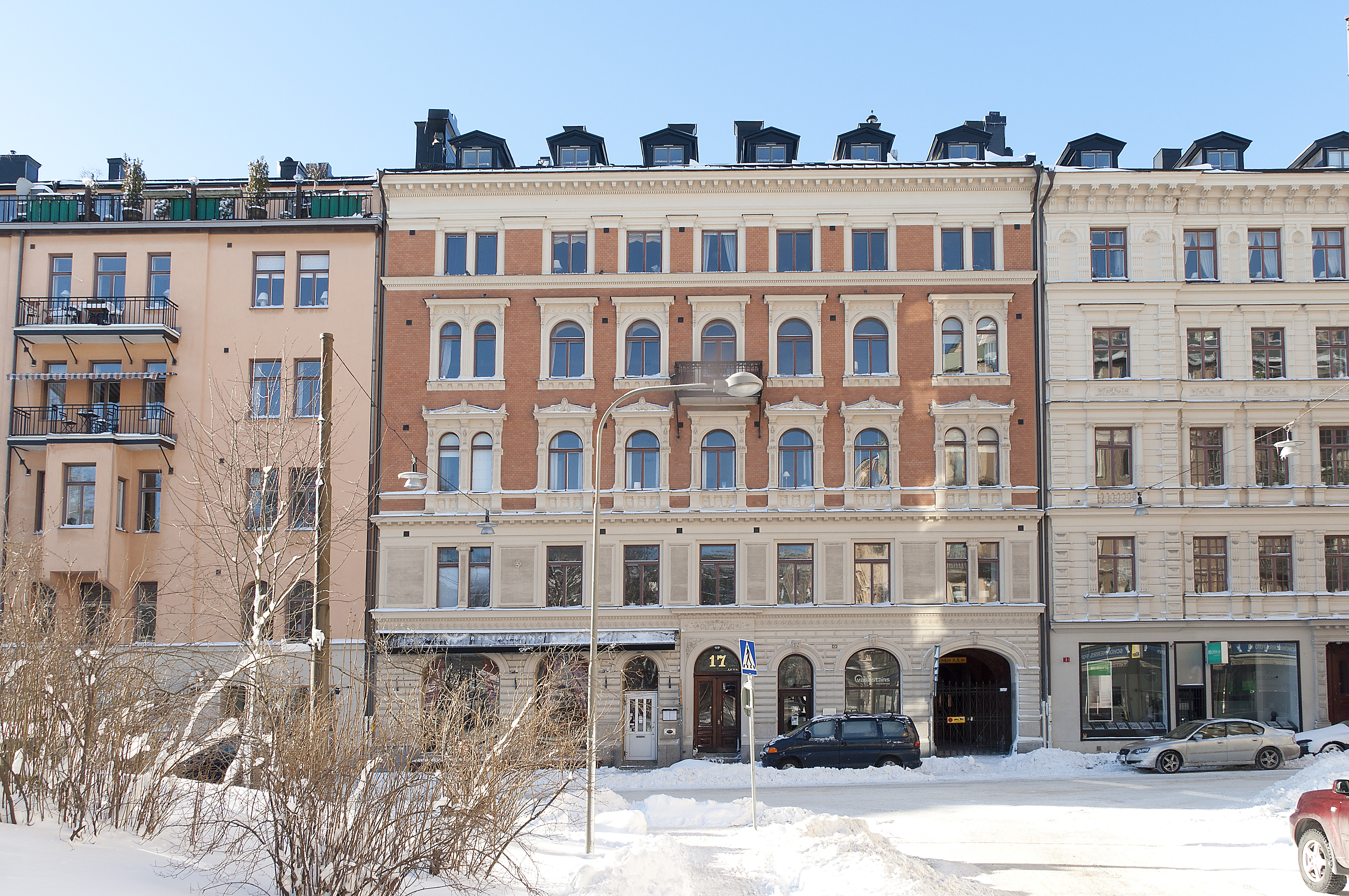
Upplandsgatan 17
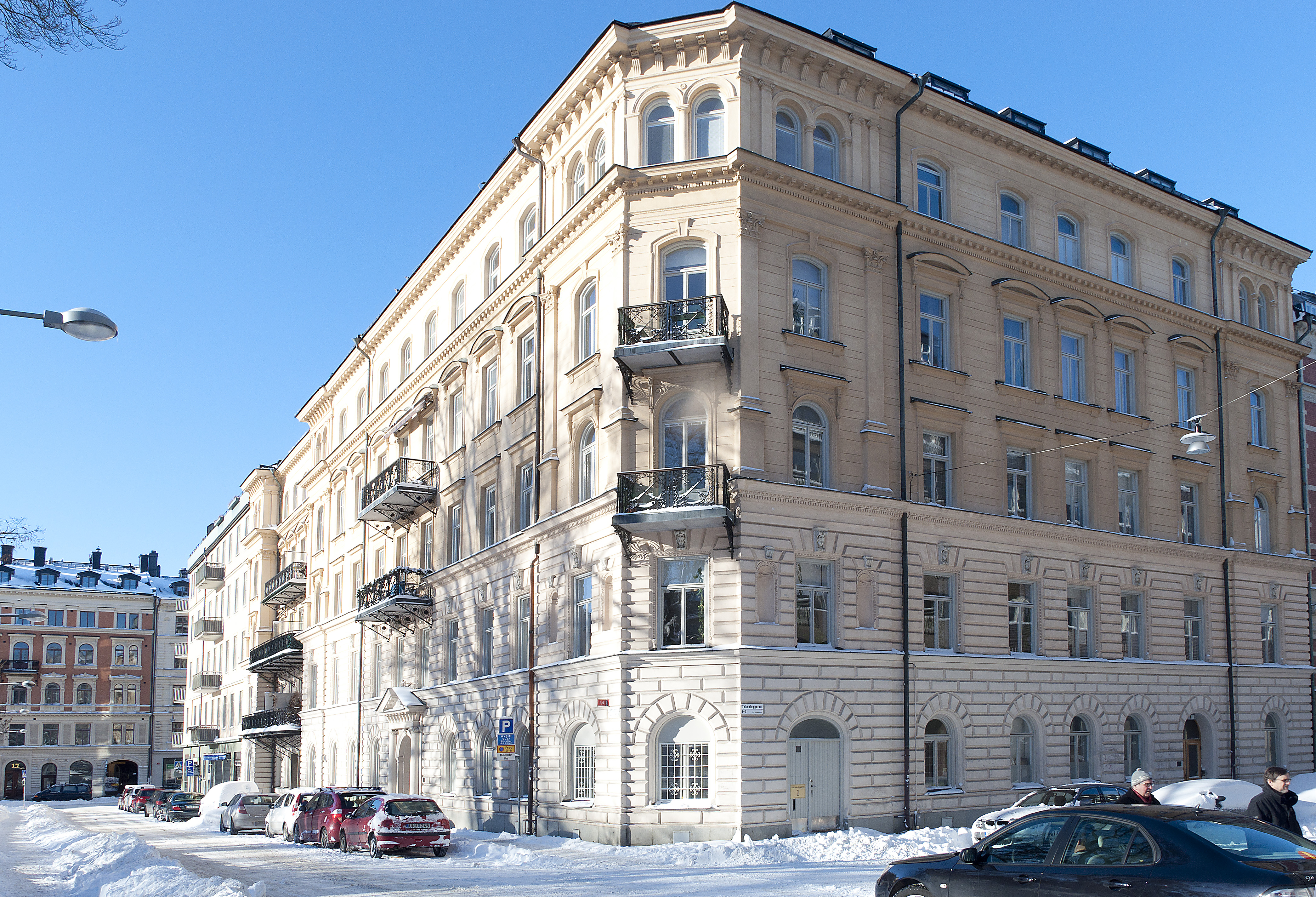
Tegnérlunden 10-14

## Förteckning över uppförda byggnader i Stockholm (urval)[5]
| Fastighet      | Gata                                        | Byggnadsår                   |
| -------------- | ------------------------------------------- | ---------------------------- |
| Facklan 8      | Upplandsgatan 17                            | 1889-90                      |
| Facklan 11     | Västmannagatan 22                           | 1897-98                      |
| Hägerberget 48 | Tegnérgatan 11                              | 1889-92                      |
| Kamelian 10    | Gästrikegatan 14                            | 1898-1900                    |
| Kasernen 15    | Riddargatan 45                              | 1894-95                      |
| Mjölnaren 1    | Tegnérlunden 10, Teknologgatan 1            | 1889-92                      |
| Mjölnaren 2    | Tegnérlunden 12                             | 1889-91                      |
| Mjölnaren 3    | Tegnérlunden 14, Upplandsgatan 16           | 1889-90                      |
| Mjölnaren 5    | Rådmansgatan 73                             | 1889-91                      |
| Mjölnaren 6    | Rådmansgatan 71, Teknologgatan 3            | 1889-90                      |
| Karlavagnen 5  | Upplandsgatan 40                            | 1883                         |
| Kikaren 10     | Västmannagatan 29                           | 1888-89                      |
| Kikaren 12     | Dalagatan 22, Kungstensgatan 69             | 1891-92                      |
| Pelikanen 5    | Bondegatan 2, Katarina Bangata 13-15        | 1902-03                      |
| Rosen 17       | Hälsingegatan 11                            | 1897-1900                    |
| Rosen 18       | Hälsingegatan 9                             | 1897-1900                    |
| Skörden 16     | Hjärnegatan 10, Wargentinsgatan 6           | 1888-90                      |
| Tallkotten 5   | Rådmansgatan 5, Östermalmsgatan 33          | 1890-93 (ombyggt av 1907-08) |
| Trasten 14     | Valhallavägen 56, Odengatan 2               | 1891-92                      |
| Trasten 5      | Surbrunnsgatan 15                           | 1895-96                      |
| Tuben 7        | Västmannagatan 30                           | 1889-91                      |
| Vakteln 2      | Danderydsgatan 24                           | 1895-96                      |
| Vakteln 8      | Valhallavägen 82                            | 1894-95                      |
| Vilan 4        | Ingemarsgatan 7, Roslagsgatan 41            | 1891-92                      |
| Väduren 9      | Birger Jarlsgatan 103, Frejgatan 17         | 1884                         |
| Österbotten 2  | Regeringsgatan 72-74, David Bagares gata 19 | 1886-87                      |